# Bobby Tucker
Bobby Tucker, vero nome Robert Nathaniel, (23 gennaio 1923 – 12 aprile 2008), è stato un musicista statunitense.
Pianista, compositore e arrangiatore, il jazz lo ricorda in primo luogo per il lungo sodalizio - 1949-1993 - con il cantante Billy Eckstine (Mr.B), sodalizio interrotto dalla scomparsa di quest'ultimo. Dunque, per ciò che concerne la discografia, è sufficiente consultare quella di Eckstine. Infatti, anche quando Mr. ha inciso con orchestre guidate da pianisti (un caso su tutti: Count Basie), egli ha sempre voluto che lo accompagnasse Tucker, affidandogli il compito di arrangiare le canzoni.
Bobby Tucker inizia molto presto a calcare i palcoscenici come pianista accompagnatore: a 23 anni, nel 1946, dopo avere suonato con Mildred Bayley, lo troviamo accanto a Billie Holiday, con la quale incide parecchi dischi. Con Lady Day rimarrà fino al 1949. 
Essendo sin da quei tempi uno straordinario accompagnatore, avrà modo di suonare per alcuni dei migliori cantanti dell'epoca: Tony Bennett e Ella Fitzgerald, Johnny Hartman e Lena Horne, Frank Sinatra e Antônio Carlos Jobim. 
In qualità di arrangiatore sarà impegnato con importantissime orchestre (Henry Mancini, Nelson Riddle, Quincy Jones, Pete Rugolo), soprattutto per riuscire a far "sposare" i sound propri delle singole band con quello che Duke Ellington chiamava il "Sonorous B", cioè la sonorità della voce di Billy Eckstine.